# إيرني آدامز (لاعب كرة قدم أسترالية)
إيرني آدامز (بالإنجليزية: Ernie Adams)‏ هو لاعب كرة قدم أسترالية أسترالي، ولد في 20 يناير 1878 في Collingwood, Victoria ‏ في أستراليا، وتوفي في 28 نوفمبر 1946 في Hampton, Victoria ‏ في أستراليا.

## وصلات خارجية
- إيرني آدامز على موقع AustralianFootball.com (الإنجليزية)
- إيرني آدامز على موقع AFLtables.com (الإنجليزية)